# 陳明遠
陈明远（1941年1月5日—），上海人，中国学者，研究領域為语言学、数学、信息学、计算机科学和现代诗歌。

## 生平

### 早年
陈于1941年1月5日出生于上海。陈于1958年毕业于上海中学，然后于1963年在上海科学技术大学获得了数学學士学位。由于在诗歌创作上有著共同兴趣，陈与学者和诗人郭沫若結成忘年之交。后来，陳在北京大学学习了中文语言学。
文革期間，一本《毛澤東詩集》收錄了24首未曾發表的詩作，被人民大眾追捧，實為陳明遠所作。發現後陳試圖澄清，卻立即因反革命罪名被捕，他的詩卻仍在地下流傳，引來不少知青詩迷。
1978年，他成為中國科學院聲學研究所的一名副研究员。1982年，陈成为北京语言学院（现为北京语言大学）语言学系教授。

### 六四事件
陈在1989年公开支持学生抗议活动。当学生在哀悼完胡耀邦之死後犹豫是否要继续抗议时，陈鼓励學生不要放弃，要堅持抗議到底。
1989年4月23日，陈在北京大学三角地對学生们发表了演講。陈在讲话中提到，知识分子和学生不能保持沉默，而要大声把觀點表達出來。首先，陈批评了诸如中央电视台（CCTV）之类的官方媒體，这些媒體「错误地将学生抗议活动認定为反革命」。:271陈解釋说，學生对胡耀邦的哀悼，请愿和遊行是自发性的行为，其背后没有“黑手”。:271-272因此，陈将中央电视台描述为「政府的无耻喉舌」，認為這家媒體失去良知，对人民撒谎数十年。:271-274此外，陈還认为，通货膨胀，獲得暴利的企业，教育资金不足和财富两极化等社会问题是由墮落和腐败的官员及其亲属造成的。:273-274政府之所以限制言论自由和民主選舉，是因为官员们担心他们的丑闻会被曝光。:272、274最后，陈鼓励学生继续采取爭取自由的行动，例如罷課和参加示威游行，拒绝向中国政府妥協。:274在演講的最后，他向抗议者大喊“要麼給予我们自由，要麼就給予我们死亡”和“学生万岁”的口号。根据柴玲的回忆录，陈的讲话“被雷鸣般的掌声打断了很多次”。陈還在讲话中将自己比作闻一多。闻一多由于在1946年国共内战因發表反國民政府演講而被中國国民党特務机构暗杀。正如陈所说：“我将为我所说的每一句话负责，我不怕任何可能造成的后果，哪怕死亡。我现在已经四十八岁了，相較於闻先生在四十七岁时就已牺牲，我已經很滿足了。”:270
陈的讲话被记录下来，並被传播到北京和其他城市的主要大学裡面。王丹回忆说，在听取了陈的演講后，学生的信心和动力得到了恢复。刘刚等学生领袖希望其他知名学者也向学生发表类似演讲，但大多数学者拒绝了这一要求，并认为陈太激进了。在北京的另一位著名学者方励之一直警告刘，不要让像陈这样的演讲者和学者煽動學生，否则可能会发生一些不良后果。

### 六四事件后
在六四事件被鎮壓后，陈与包括刘晓波和刘刚在内的其他持不同政见者一起被拘留在位於北京昌平的秦城监狱:120。根据刘刚的回忆，陈假装自己患有精神疾病，并宣称他所有的错误行为都是由于他无法控制的疯狂所導致。:121陈最终被释放，但他的刑期和释放时间仍然未知。
郭沫若的女兒郭平英于1997年起诉陈，因为陈自称是郭沫若著作新潮的合著者。郭沫若的三位前秘書作证说，郭沫若与陈之间在这本书上没有合作。陳最終败诉，並于1997年6月放弃上诉。2008年，陈批评中国语言学和文化领域的学者余秋雨，认为余秋雨误用了文化和文明的概念来证明自己的假说是正确的，即中国文化是近三千年来世界上唯一的连续文化。
2019年5月13日，獨立中文筆會會員丁邢在其個人微信公眾號透露陳明遠已於當年1月11日去世，但該消息無法證實。

## 陳明遠著作
- . 北京: 外文出版社. 1983.
- . 成都: 四川人民出版社. 1984.
- . 上海: 学林出版社. 1998-01. ISBN 9787806167977.
- . 上海: 文汇出版社. 2006-02. ISBN 9787806769539.
- . 北京: 新华出版社. 2007-06. ISBN 9787501179817.
- . 香港: 泰山文艺出版社. 2011. ISBN 9789881521231.
- . 西安: 陕西人民出版社. 2013. ISBN 9789881521231.